# Rasqueado
Rasqueado is een speeltechniek voor gitaar. Het houdt in dat men zeer snel met één vinger een snaar en zijn twee nevenliggende snaren heen en weer aanslaat.